# Peso argentino
Il peso argentino (originariamente il nome era nuevo peso argentino o peso convertible) è la valuta ufficiale dell'Argentina dal 1º gennaio 1992. È suddiviso in 100 centavos. Il suo codice ISO 4217 è ARS, il simbolo è $ (per evitare confusione, gli argentini utilizzano US$, U$, o più raramente U$S o U$A per rappresentare il dollaro statunitense).

## Storia del sistema valutario argentino
All'inizio del XX secolo, il peso argentino era una delle monete più scambiate al mondo. Nel corso dello stesso secolo l'economia argentina ha attraversato momenti di forte crisi, e i governi che si sono succeduti hanno spesso cambiato il sistema valutario:
- Peso moneda nacional, 1881-1969 (m$n)
- Peso ley, 1970-1983, che rimpiazza la valuta precedente con un cambio di un peso ley per 100 pesos moneda nacional.
- Peso argentino, 1983-1985 ($a), che rimpiazza la valuta precedente con un cambio di uno a 10 000.
- Austral 1985-1991 (₳), che rimpiazza la precedente valuta con un cambio di uno a mille.
- Nuevo peso (Peso convertibile), dal 1992 in poi, che ha rimpiazzato la moneta precedente con un cambio di uno a 10 000. Fu chiamato "convertibile" perché fino al febbraio 2002 aveva un tasso di cambio fisso 1:1 con il dollaro americano; un nuovo peso equivale a circa 10 000 000 000 000 (1013) di pesos moneda nacional.

## In circolazione

### Prime serie
Le prime tre serie di banconote, in circolazione tra il 1992 e il 2015, consistevano in banconote con tagli da 1, 2, 5, 10, 20, 50 e 100 pesos e monete dai valori di 1, 5, 10, 25 e 50 centavos. Le banconote da 1 peso sono state dichiarate fuori corso dal 1994.
La prima serie, emessa nel 1992, non è più in circolazione.
La seconda serie del 1997 ha visto una variazione nel 2002, quando è stata eliminata la scritta "convertibles de curso legal" senza altre modifiche evidenti. Del biglietto da 100 pesos esiste anche una versione (serie S e T con piccole variazioni, causa la stampa avvenuta presso la "Casa da Moeda" brasiliana)
La terza serie (definita "tenemos patria") emessa tra il 2012 ha riguardato i tagli da 50 e 100 pesos (con nuovi soggetti al fronte e retro) e i valori da 5, 10 e 20 con nuova grafica sul fronte e nuovi soggetti al retro. Il taglio da 20 pesos, pur annunciato ufficialmente non è stato emesso, mentre quello da 5 ha avuto una circolazione limitata.
Il 25 luglio 2012 è stato annunciato e presentato il nuovo biglietto da 100 pesos, raffigurante Evita Perón ed emesso il giorno dopo in occasione del 60º anniversario della scomparsa. Di questo biglietto ci sono state tre emissioni: la prima "serie A" è stata successivamente modificata con la serie "B" e la serie "AA".
Inoltre è stato emesso nel 2015 un biglietto da 50 pesos dedicato alle isole Malvinas, rivendicate dall'Argentina.
Erano in progetto anche due biglietti da 200 e 500 pesos dedicati a Hipólito Yrigoyen e Juan Domingo Perón
Alcune monete commemorative da 2 pesos sono state emesse nel 1999 per celebrare la nascita del famoso scrittore e poeta Jorge Luis Borges; esse hanno su un lato l'immagine di Borges e sull'altra faccia raffigurano un labirinto.
In aggiunta, per commemorare il 50º anniversario della morte di Evita Perón, il 18 settembre 2002 è stata emessa una nuova moneta da 2 pesos con l'effigie della donna.
| Banconote | Banconote | Banconote             | Banconote         | Banconote                  | Banconote                                                                                                 | Banconote                 |
| Immagine  | Immagine  | Valore                | Colore principale | Descrizione                | Descrizione                                                                                               | Descrizione               |
| Fronte    | Retro     | Valore                | Colore principale | Fronte                     | Retro | Serie                     |
| --------- | --------- | --------------------- | ----------------- | -------------------------- | --- | ------------------------- |
|           |           | $1                    | Ciano             | Carlos Pellegrini          | Congreso de la Nación Argentina                                                                           | 1ª (1992-94, fuori corso) |
|           |           | $2                    | Blu chiaro        | Bartolomé Mitre            | Museo Mitre                                                                                               | 1ª e 2ª                   |
|           |           | $5                    | Verde             | José de San Martín         | Cerro de la Gloria (1ª e 2ª serie) San Martín, Simón Bolívar, José Artigas, Bernardo O'Higgins (3ª serie) | 1ª, 2ª e 3ª               |
|           |           | $10                   | Marrone           | Manuel Belgrano            | | 1ª, 2ª e 3ª               |
|           |           | 20 pesos              | Rosso             | Juan Manuel de Rosas       | | 1ª, 2ª e 3ª               |
|           |           | $50                   | Nero              | Domingo Faustino Sarmiento | | 1ª e 2ª                   |
|           |           | $50 (2 marzo 2015)    | azzurro           | Islas Malvinas             | | 3ª                        |
|           |           | $100                  | Viola             | Julio Argentino Roca       | | 1ª e 2ª                   |
|           |           | $100 (26 luglio 2012) | Viola             | Evita Perón                | | 3ª                        |

Era prevista anche un'emissione commemorativa di un biglietto da 100 pesos dedicata alle Madri di Plaza de Mayo, ma è stata successivamente annullata.

### Nuova serie "Fauna Autoctona"
Una nuova serie è stata annunciata a inizio 2016, dopo l'insediamento del nuovo presidente Mauricio Macri. Essa ha sostituito gradualmente le vecchie banconote, le quali sarebbero state man mano ritirate. Soggetti della serie sono gli animali tipici dell'Argentina.
Tale serie ha reso inutile la progettata emissione di nuovi biglietti da 200 e 500 della serie precedente, oltre che una nuova emissione da 100 pesos, peraltro presentata, dedicata alle "Madri di Plaza de Mayo".
Sono stati emessi nuovi tagli per far fronte all'inflazione degli ultimi anni, mentre i valori da 10, 5 e 2 pesos sono stati sostituiti da nuove monete.
| Banconote | Banconote | Banconote                | Banconote         | Banconote           | Banconote   |
| Immagine  | Immagine  | Valore                   | Colore principale | Descrizione         | Descrizione |
| Fronte    | Retro     | Valore                   | Colore principale | Fronte              | Retro       |
| --------- | --------- | ------------------------ | ----------------- | ------------------- | ----------- |
|           |           | $20 (2017)               | Rosso             | Guanaco             |             |
|           |           | $50 (2018)               | Nero              | Condor delle Ande   |             |
|           |           | $100 (19 dicembre 2018)  | Viola             | Taruca              |             |
|           |           | $200 (26 ottobre 2016)   | Rosso-azzurro     | Eubalaena australis |             |
|           |           | $500 (30 giugno 2016)    | Verde             | Yaguareté           |             |
|           |           | $1.000 (7 dicembre 2017) | Arancione         | Furnarius           |             |

### Quinta serie «Heroínas y héroes de la patria»
Al momento sono in circolazione legale dal 2023, coesistendo insieme con le precedenti. Il 24 maggio 2022 il governo argentino ha annunciato una nuova serie di banconote che riprendono come soggetti nuovamente gli eroi nazionali, andando a sostituire a gli animali della serie "Fauna". Il 2 febbraio 2023 il Banco Central de la República Argentina ha annunciato l'entrata in circolazione di un taglio da 2000 pesos, effettiva dal 22 maggio: sul fronte sono raffigurati gli scienziati Cecilia Grierson e Ramón Carrillo, che erano stati proposti inizialmente per il conio di un taglio da 5000 pesos, poi rinviato. Le nuove banconote furono messi in circolazione a novembre de 2023.
Il 23 dicembre dello stesso anno, il nuovo presidente Javier Milei ha cancellato l'emissione delle banconote da 100, 200 e 500, a causa dell'elevata inflazione esplosa nel 2023, che aveva reso inutile la circolazione di questi tagli.
Venne invece annunciato che si stava verificando l'ipotesi del lancio di due biglietti da 20.000 e 50.000 pesos. L'11 gennaio 2024 il Banco Central de la República Argentina decise di ampliare la serie approvando l'introduzione di biglietti da 10.000 e 20.000 pesos a partire dalla seconda metà dell'anno.
Per il biglietto da 10.000 furono scelti come soggetti María Remedios del Valle e Manuel Belgrano, originariamente previsto per il taglio da 500, mentre per quello da 20.000 fu scelto Juan Bautista Alberdi.
Ad aprile si decise di anticipare l'uscita al maggio seguente delle banconote da 10.000 mentre quelle da 20.000 sono state emesse a dicembre.
| Valore                                         | Colore principale | Fronte                                     | Retro                                                                              | Circolazione legale |
| ---------------------------------------------- | ----------------- | ------------------------------------------ | ---------------------------------------------------------------------------------- | ------------------- |
| $ 100                                          | Violetto          | Evita Perón                                | Scuola nazionale di infermieristica e introduzione del voto femminile in Argentina | No ritirata         |
| $ 200                                          | Blu               | Martín Miguel de Güemes e Juana Azurduy    | Rappresentazione della Gesta Gaucha                                                | No ritirata         |
| $ 500                                          | Verde             | María Remedios del Valle e Manuel Belgrano | Rappresentazione del primo giuramento di fedeltà alla bandiera argentina           | No ritirata         |
| $ 1000 (serie A-B-C-D-E-F-G-H-I-J-K-L-M-N-O-P) | Arancio           | José de San Martín                         | Attraversamento delle Ande                                                         | Sì dal 2023         |
| $ 2000 (serie A-B-C-D-E-F-G-H-I-J-K-L-M-N-O-P) | Grigio            | Cecilia Grierson e Ramón Carrillo          | Instituto Nacional de Microbiología Dr. Carlos G. Malbrán                          | Sì dal 2023         |
| $ 10 000 (serie A-B-C-D-E-F-G-H-I-J-K-L)       | Turchese          | María Remedios del Valle e Manuel Belgrano | Rappresentazione del primo giuramento di fedeltà alla bandiera argentina           | Sì dal 2024         |
| $ 20 000 (serie A-B)                           | Blu marino        | Juan Bautista Alberdi                      | Casa natale di Alberdi                                                             | Sì dal 2024         |